# Trichosteleum pseudo-acuminulatum
Trichosteleum pseudo-acuminulatum là một loài rêu trong họ Sematophyllaceae. Loài này được Müll. Hal. ex Renauld & Cardot mô tả khoa học đầu tiên năm 1905.